# Jodie Esquibel
Jodie Esquibel (Albuquerque, Nuevo México; 7 de mayo de 1986) es una artista marcial mixta estadounidense.

## Carrera
Esquibel debutó como profesional gracias a Jackson's MMA Series en abril de 2011, ganando dos combates antes de firmar con la promoción de Invicta Fighting Championships.

### Invicta FC
Esquibel debutó con esta firma en el evento Invicta FC contra Liz McCarthy en Invicta FC 4: Esparza vs Hyatt el 5 de enero de 2013, combate que ganó por decisión dividida. Luego se enfrentó a Alex Chambers en Invicta FC 5: Penne vs Waterson el 5 de abril de 2013, donde sufrió su primera derrota desde que comenzó, por sumisión en la primera ronda.

### The Ultimate Fighter
En abril de 2016, se anunció que Esquibel sería concursante en The Ultimate Fighter: Team Joanna vs. Team Cláudia. Fue derrotada por Ashley Yoder por decisión dividida en la ronda clasificatoria inicial.

### Ultimate Fighting Championship
Hizo su debut en la UFC contra la polaca Karolina Kowalkiewicz el 21 de octubre de 2017, en UFC Fight Night: Cerrone vs. Till. Perdió por decisión unánime.
Tenía programado enfrentarse a Jessica Aguilar el 1 de junio de 2018 en UFC Fight Night 131. Aguilar se pesó con éxito, pero el combate fue retirado de la tarjeta el día del evento por el NYSAC debido a una preocupación por un problema médico con Aguilar. La pareja finalmente se enfrentó en UFC Fight Night 133 el 14 de julio de 2018. Esquibel perdió por decisión unánime.
Más adelante, tenía programado enfrentarse a Jessica Penne el 17 de febrero de 2019 en UFC on ESPN 1. En el pesaje, Penne pesó 118 libras, dos por encima del límite máximo que debía tener. Como resultado, fue multada con el 20% de su bolsa, que fue para Esquibel. Sin embargo, Penne luego se lesionó la mañana de la pelea y esta tuvo que ser cancelada. Las parejas fueron reprogramadas para enfrentarse el 27 de abril de 2019 en UFC Fight Night: Jacaré vs. Hermansson. Sin embargo, el 18 de abril se informó que Penne se retiró del combate debido a una lesión y fue reemplazada por Angela Hill. Esquibel perdió el combate por decisión unánime.
Esquibel se enfrentó a Hannah Cifers el 17 de agosto de 2019 en el UFC 241. Perdió la pelea por decisión unánime.
El 19 de marzo de 2020, se informó que ya no formaba parte de la lista de la UFC.

## Récord en artes marciales mixtas
| Resultado | Récord | Oponente               | Método                          | Evento                                   | Fecha                   | Ronda | Tiempo | Localización |
| --------- | ------ | ---------------------- | ------------------------------- | ---------------------------------------- | ----------------------- | ----- | ------ | ------------ |
| Derrota   | 6–7    | Liz Tracy              | Decisión (split)                | Invicta FC 44: A New Era                 | 27 de agosto de 2021    | 3     | 5:00   | Kansas City  |
| Derrota   | 6–6    | Hannah Cifers          | Decisión (unánime)              | UFC 241                                  | 17 de agosto de 2019    | 3     | 5:00   | Anaheim      |
| Derrota   | 6–5    | Angela Hill            | Decisión (unánime)              | UFC Fight Night: Jacaré vs. Hermansson   | 27 de abril de 2019     | 3     | 5:00   | Sunrise      |
| Derrota   | 6–4    | Jessica Aguilar        | Decisión (unánime)              | UFC Fight Night: dos Santos vs. Ivanov   | 14 de julio de 2018     | 3     | 5:00   | Boise        |
| Derrota   | 6–3    | Karolina Kowalkiewicz  | Decisión (unánime)              | UFC Fight Night: Cerrone vs. Till        | 21 de octubre de 2017   | 3     | 5:00   | Gdansk       |
| Victoria  | 6–2    | DeAnna Bennett         | Decisión (split)                | Invicta FC 22: Evinger vs. Kunitskaya II | 25 de marzo de 2017     | 3     | 5:00   | Kansas City  |
| Derrota   | 5–2    | Alexa Grasso           | Decisión (unánime)              | Invicta FC 18: Grasso vs. Esquibel       | 29 de julio de 2016     | 3     | 5:00   | Kansas City  |
| Victoria  | 5–1    | Nicdali Rivera-Calanoc | Decisión (unánime)              | Invicta FC 9: Honchak vs. Hashi          | 1 de noviembre de 2014  | 3     | 5:00   | Davenport    |
| Victoria  | 4–1    | Jinh Yu Frey           | Decisión (split)                | Invicta FC 8: Waterson vs. Tamada        | 6 de septiembre de 2014 | 3     | 5:00   | Kansas City  |
| Derrota   | 3–1    | Alex Chambers          | Sumisión (rear-naked choke)     | Invicta FC 5: Penne vs. Waterson         | 5 de abril de 2013      | 1     | 1:35   | Kansas City  |
| Victoria  | 3–0    | Liz McCarthy           | Decisión (split)                | Invicta FC 4: Esparza vs. Hyatt          | 5 de enero de 2013      | 3     | 5:00   | Kansas City  |
| Victoria  | 2–0    | Amy Riehle             | Decisión (unánime)              | Jackson's MMA Series 7                   | 21 de enero de 2012     | 3     | 5:00   | Albuquerque  |
| Victoria  | 1–0    | Brittany Horton        | TKO (golpe a la cabeza y puños) | Jackson's MMA Series 4                   | 9 de abril de 2011      | 1     | 3:59   | Albuquerque  |